# Пітушка
Пітушка (рум. Pitușca) — село у Калараському районі Молдови. Утворює окрему комуну.

## Населення
За даними перепису населення 2004 року у селі проживали 3212 осіб.
Національний склад населення села:
| Національність       | Кількість осіб | Відсоток   |
| -------------------- | -------------- | ---------- |
| молдавани румуни     | 3138 50        | 97,7% 1,6% |
| росіяни              | 12             | 0,4%       |
| українці             | 8              | 0,2%       |
| гагаузи              | 2              | 0,1%       |
| інша / без відповіді | 2              | 0,1%       |
| Всього               | 3212           | 100%       |